# Lerdala socken
Ej att förväxla med Lerdals socken.
Lerdala socken i Västergötland ingick i Vadsbo härad, ingår sedan 1971 i Skövde kommun och motsvarar från 2016 Lerdala distrikt.
Socknens areal är 35,46 kvadratkilometer varav 33,65 land. År 2000 fanns här 753 invånare.  Tätorten Lerdala med sockenkyrkan Lerdala kyrka ligger i socknen.

## Administrativ historik
Socknen har medeltida ursprung. 
Vid kommunreformen 1862 övergick socknens ansvar för de kyrkliga frågorna till Lerdala församling och för de borgerliga frågorna bildades Lerdala landskommun. Landskommunen uppgick 1952 i Timmersdala landskommun som 1971 uppgick i Skövde kommun. Församlingen uppgick 2002 i Bergs församling.
1 januari 2016 inrättades distriktet Lerdala, med samma omfattning som församlingen hade 1999/2000.  
Socknen har tillhört län, fögderier, tingslag och domsagor enligt vad som beskrivs i artikeln Vadsbo härad. De indelta soldaterna tillhörde Skaraborgs regemente, Höjentorps kompani och Västgöta regemente, Vadsbo kompani.

## Geografi
Lerdala socken ligger nordväst om Skövde med Billingen sydost skogen Klyftamon i väster och med sjön Lången i nordost. Socknen är en skogsbygd med odlingsbygd i dess central del.

## Fornlämningar
Boplatser och en hällkista från stenåldern är funna. Från järnåldern finns gravar, domarringar, resta stenar och en fornborg.

## Namnet
Namnet skrevs på 1397 Leerdala och kommer från kyrkbyn. Förleden innehåller ler, 'lerjord'. Efterleden syftar på kyrkbyn läge vid foten av Billingen.